# Old Guy – Alter Hund mit neuen Tricks
Old Guy – Alter Hund mit neuen Tricks (Originaltitel: Old Guy) ist ein Spielfilm aus dem Jahr 2024 mit Christoph Waltz, Lucy Liu und Cooper Hoffman. Die Action-Komödie entstand unter der Regie von Simon West nach einem Drehbuch von Greg Johnson.

## Handlung
Danny Dolinski ist ein langjähriger Auftragskiller, der mittlerweile an Arthritis leidet und eine Pause einlegen musste. Er glaubt noch immer, der Beste in seinem Job zu sein und möchte nun wieder seiner Arbeit nachgehen. Von seiner Chefin Opal erhält er die Anweisung, nicht selbst aktiv einen Auftrag auszuführen, sondern stattdessen den Nachwuchskiller Whilborg dabei zu begleiten und ihn auszubilden.
Widerwillig lässt sich Danny auf die Mission ein. Zusammen mit Dannys Freundin, der Nachtclub-Besitzerin Anata, bricht das Duo nach Belfast auf. Doch dann landen die drei selbst auf der Abschussliste, sodass das ungleiche Duo Danny und Whilborg sich zusammenraufen und kooperieren muss.

## Besetzung und Synchronisation
Die deutschsprachige Synchronisation übernahm die Neue Tonfilm Film- und Synchronproduktion GmbH. Dialogregie führte Christoph Cierpka, das Dialogbuch schrieb Eva Schaaf.
| Rolle           | Darsteller          | Synchronsprecher          |
| --------------- | ------------------- | ------------------------- |
| Danny Dolinski  | Christoph Waltz     | Christoph Waltz           |
| Anata           | Lucy Liu            | Claudia Lössl             |
| Wihlborg        | Cooper Hoffman      | Nicolas Rathod            |
| Datta           | Karishma Navekar    | Ana Purwa                 |
| Colton          | Desmond Eastwood    | Constantin von Jascheroff |
| Doug            | Ryan McParland      | Philipp Lind              |
| Anuj            | Tibu Fortes         | Dennis Herrmann           |
| Barbierri       | Connor Mullen       | Oliver Siebeck            |
| Leo             | Adam Murphy         | Eugen Knecht              |
| Micha           | Lauterio Zamparelli | Nicholas Reinke           |
| Milo            | Jason Done          | Martin Kautz              |
| Opal            | Ann Akinjirin       | Katharina Spiering        |
| Opals Assistant | Charlie Hamblett    | Tim Schwarzmaier          |
| Simone          | Kate Katzman        | Sophie Rogall             |
| Tory Dolinski   | Helen Ryan          | Kornelia Boje             |
| William         | Tony Hirst          | Achim Buch                |
| Yatzeck         | Rory Mullen         | Torsten Michaelis         |

## Produktion und Hintergrund
Der Film wurde von Dark Castle Entertainment, der Highland Film Group, 23ten Productions Ltd., Studio 507, Pfaff & Pfaff Productions, Boxo Productions, und LB Entertainment produziert, als Produzenten fungierten Jib Polhemus, Martin Brennan, Norman Golightly, Petr Jákl und Hal Sadoff. Dreharbeiten fanden 2023 in Belfast statt.
Die Kamera führte Martin Ahlgren, die Musik schrieb Andrew Simon McAllister, die Montage verantworteten Chris Gill, Andrew MacRitchie, Todd E. Miller und John Walters. Das Kostümbild gestaltete Ciana O’Kane. In den USA erhielt der Film ein R-Rating.

## Veröffentlichung
Premiere war am 17. Oktober 2024 am Newport Beach Film Festival.
In den USA wurde der Film am 21. Februar 2025 veröffentlicht, auf DVD und Blu-Ray erschien der Film in Deutschland am 14. März 2025.

## Rezeption
Am 15. März 2025 waren 9 von 31 bei Rotten Tomatoes aufgeführten Kritiken positiv bei einer durchschnittlichen Bewertung von 4,7 der 10 möglichen Punkte. Bei Metacritic erhielt der Film am 15. März 2025 einen Metascore von 33 von 100 möglichen Punkten, der auf 11 Rezensionen basierte.
Jaschar Marktanner bewertete den Film auf film-rezensionen.de mit sechs von zehn Punkten. Dieser erzähle eine altbekannte Geschichte, füge ihr aber leider so gut wie keine neuen Tricks hinzu. Fans der Hauptdarsteller könnten hier bedenkenlos einschalten, alle anderen verpassten eher weniger. Entschädigung für die etwas oberflächlich abgefrühstückte Handlung lasse sich in der Mise-en-scène finden.
Lutz Granert vergab auf filmstarts.de zwei von fünf Sternen und bezeichnete die Produktion als Action-Komödie, der es deutlich an Tempo und gelungenen Pointen mangle. Selbst mit einem gut aufgelegten Christoph Waltz mit reichlich Wiener Schmäh schaffe es Simon West nicht, an seine früheren Hollywood-Erfolge anzuknüpfen.